# Mostapha El Kabir
Mostapha El Kabir (Targuist, 5 oktober 1988) is een Marokkaans-Nederlands voormalig voetballer die als aanvaller speelde. Zijn jongere broer Othman El Kabir is ook profvoetballer.

## Clubcarrière

### Jeugd
El Kabir begon bij Blauw-Wit Amsterdam. In september 2006 debuteerde de Nederlands-Marokkaanse aanvaller bij Jong Ajax. Hij vertrok naar Feyenoord, maar kwam daar niet door de medische keuring. Na vier maanden bij FC Utrecht verhuisde hij vervolgens naar N.E.C.

### N.E.C.
El Kabir speelde voor het eerst in de hoofdmacht van de Nijmeegse ploeg in de aanloop naar het seizoen 2008/09 tijdens twee oefenwedstrijden. Zowel tegen vv Capelle als tegen RCD Espanyol wist hij te scoren: tegen de Spanjaarden scoorde El Kabir tijdens een invalbeurt de enige Nijmeegse treffer. Op 22 november 2008 debuteerde El Kabir in de Eredivisie tijdens de wedstrijd NAC Breda-N.E.C. Hij startte hierbij in de basis. Hierna speelde hij geregeld bij N.E.C. en zijn contract werd eind 2009 tot 2012 verlengd. Desondanks werd hij zowel in 2008 als 2009 disciplinair gestraft vanwege zijn overgewicht. Hij werd ook meerdere keren naar Jong N.E.C. teruggezet. In november 2009 werd hij definitief naar Jong N.E.C teruggezet en in januari 2010] kreeg hij een transfervrije status. In februari 2010 werd bekend dat hij om disciplinaire redenen ook niet meer voor Jong N.E.C. in actie mocht komen maar alleen nog mocht trainen.

### Mjällby AIF
Hierop vertrok hij in maart 2010 transfervrij naar Mjällby AIF, dat uitkomt in de Allsvenskan, de hoogste divisie in Zweden. Hij tekende tot 2015. Hier presteerde hij uitstekend.

### Cagliari
Op 8 april 2011 werd bekend dat El Kabir naar Cagliari Calcio ging. In Italië tekent hij een vierjarig contract. Die club huurde hem voor een jaar en had een optie om hem daarna voor nog drie jaar vast te leggen. El Kabir kampte in Italië lang met blessures en in mei 2012 maakte Cagliari bekend de optie niet te benutten waardoor El Kabir terugkeert naar Mjällby.
In juli 2012 ging een overstap naar Karpaty Lviv in Oekraïne niet door omdat El Kabir niet door de medische keuring kwam. In augustus was hij op proef bij RC Lens. Na een korte terugkeer in het eerste team van Mjällby miste hij door een blessure de rest van het seizoen.

### BK Häcken
Vanaf januari 2013 speelt El Kabir voor drie seizoenen bij BK Häcken. Hij scoorde veertien keer in 25 wedstrijden. In de zomer van 2014 tekende hij voor twee seizoenen bij Al-Ahli uit Saoedi-Arabië. 

### Pendelen tussen Turkije en Zweden
In februari 2015 vervolgde hij zijn loopbaan bij het Turkse Gençlerbirliği SK. In de zomer van 2016 tekende hij een contract tot eind 2018 in Japan bij Sagan Tosu. Dat liet hij aan het einde van dat jaar ontbinden, waarna hij zich in januari 2017 voor 2,5 jaar aan Antalyaspor verbond. In maart 2018 werd hij verhuurd aan BK Häcken. In juli 2018 maakte hij de overstap naar MKE Ankaragücü. Begin maart 2019 liet hij zijn contract ontbinden. Niet veel later tekende hij een contract voor drie maanden bij Kalmar FF. Die verbintenis liep op 1 juni 2019 af, waarna club en speler besloten uit elkaar te gaan. Hij vervolgde zijn loopbaan bij Çaykur Rizespor. In januari 2020 verliet hij de club. In september 2020 sloot hij aan bij Örgryte IS. In januari 2021 ging hij naar Büyükşehir Belediye Erzurumspor. Eind april 2021 werd zijn contract ontbonden. In augustus 2021 werd hij tot het einde van het seizoen 2021 als ervaren speler toegevoegd aan de selectie van Hammarby Talang FF, het satellietteam van Hammarby IF, dat met jonge spelers in de Ettan speelt.
Op 5 oktober 2022 kondigde hij het einde van zijn profloopbaan aan.

## Interlandcarrière
In november 2015 werd hij voor het eerst opgeroepen voor het Marokkaans voetbalelftal, maar een debuut als international kwam er niet. Hij zat op 12 en 15 november op de bank tijdens de dubbele ontmoeting met Equatoriaal-Guinee voor kwalificatie voor het Wereldkampioenschap voetbal 2018. Hierna werd hij niet meer opgeroepen.

## Statistieken
| Seizoen         | Club              | Competitie           | Competitie | Competitie | Beker | Beker | Europees | Europees | Totaal | Totaal |
| Seizoen         | Club              | Competitie           | Wed.       | Dlp.       | Wed.  | Dlp.  | Wed.     | Dlp.     | Wed.   | Dlp.   |
| --------------- | ----------------- | -------------------- | ---------- | ---------- | ----- | ----- | -------- | -------- | ------ | ------ |
| 2008/09         | N.E.C.            | Eredivisie           | 10         | 0          | 0     | 0     | 4        | 0        | 14     | 0      |
| 2009/10         | N.E.C.            | Eredivisie           | 11         | 0          | 1     | 1     | 0        | 0        | 12     | 1      |
| 2010            | Mjällby AIF       | Allsvenskan          | 24         | 10         | 3     | 5     | 0        | 0        | 27     | 15     |
| 2011            | Mjällby AIF       | Allsvenskan          | 9          | 5          | 1     | 0     | 0        | 0        | 10     | 5      |
| 2011/12         | → Cagliari Calcio | Serie A              | 7          | 1          | 0     | 0     | 0        | 0        | 7      | 1      |
| 2012            | Mjällby AIF       | Allsvenskan          | 5          | 1          | 4     | 3     | 0        | 0        | 9      | 4      |
| 2013            | BK Häcken         | Allsvenskan          | 22         | 12         | 4     | 3     | 0        | 0        | 26     | 15     |
| 2014            | BK Häcken         | Allsvenskan          | 10         | 7          | 0     | 0     | 3        | 0        | 13     | 7      |
| 2014/15         | Al-Ahli           | Saudi Premier League | 11         | 3          | 1     | 0     | 0        | 0        | 12     | 3      |
| 2014/15         | Gençlerbirliği    | Süper Lig            | 15         | 4          | 3     | 1     | 0        | 0        | 18     | 5      |
| 2015/16         | Gençlerbirliği    | Süper Lig            | 28         | 8          | 0     | 0     | 0        | 0        | 28     | 8      |
| 2016            | Sagan Tosu        | J1 League            | 5          | 0          | 3     | 1     | 0        | 0        | 8      | 1      |
| 2016/17         | Antalyaspor       | Süper Lig            | 11         | 3          | 0     | 0     | 0        | 0        | 11     | 3      |
| 2017/18         | Antalyaspor       | Süper Lig            | 17         | 1          | 3     | 1     | 0        | 0        | 20     | 2      |
| 2018            | → BK Häcken       | Allsvenskan          | 8          | 2          | 0     | 0     | 0        | 0        | 8      | 2      |
| 2018/19         | MKE Ankaragücü    | Süper Lig            | 14         | 6          | 2     | 0     | 0        | 0        | 16     | 6      |
| 2019            | Kalmar FF         | Allsvenskan          | 8          | 0          | 0     | 0     | 0        | 0        | 8      | 0      |
| 2019/20         | Çaykur Rizespor   | Süper Lig            | 2          | 0          | 0     | 0     | 0        | 0        | 2      | 0      |
| 2020            | Örgryte IS        | Superettan           | 6          | 1          | 0     | 0     | 0        | 0        | 6      | 1      |
| 2020/21         | BB Erzurumspor    | Süper Lig            | 11         | 0          | 0     | 0     | 0        | 0        | 11     | 0      |
| 2021            | Hammarby TFF      | Ettan                | 11         | 3          | 1     | 0     | 0        | 0        | 12     | 3      |
| Carrière totaal | Carrière totaal   | Carrière totaal      | 235        | 67         | 26    | 15    | 7        | 0        | 268    | 82     |

## Poker
El Kabir is een recreatief pokerspeler. Hij reist daarvoor geregeld naar Las Vegas. In 2021 werd hij 2e bij een toernooi tijdens de Wynn Summer Classics voor een bedrag van $ 201.422.